# Programma televisivo

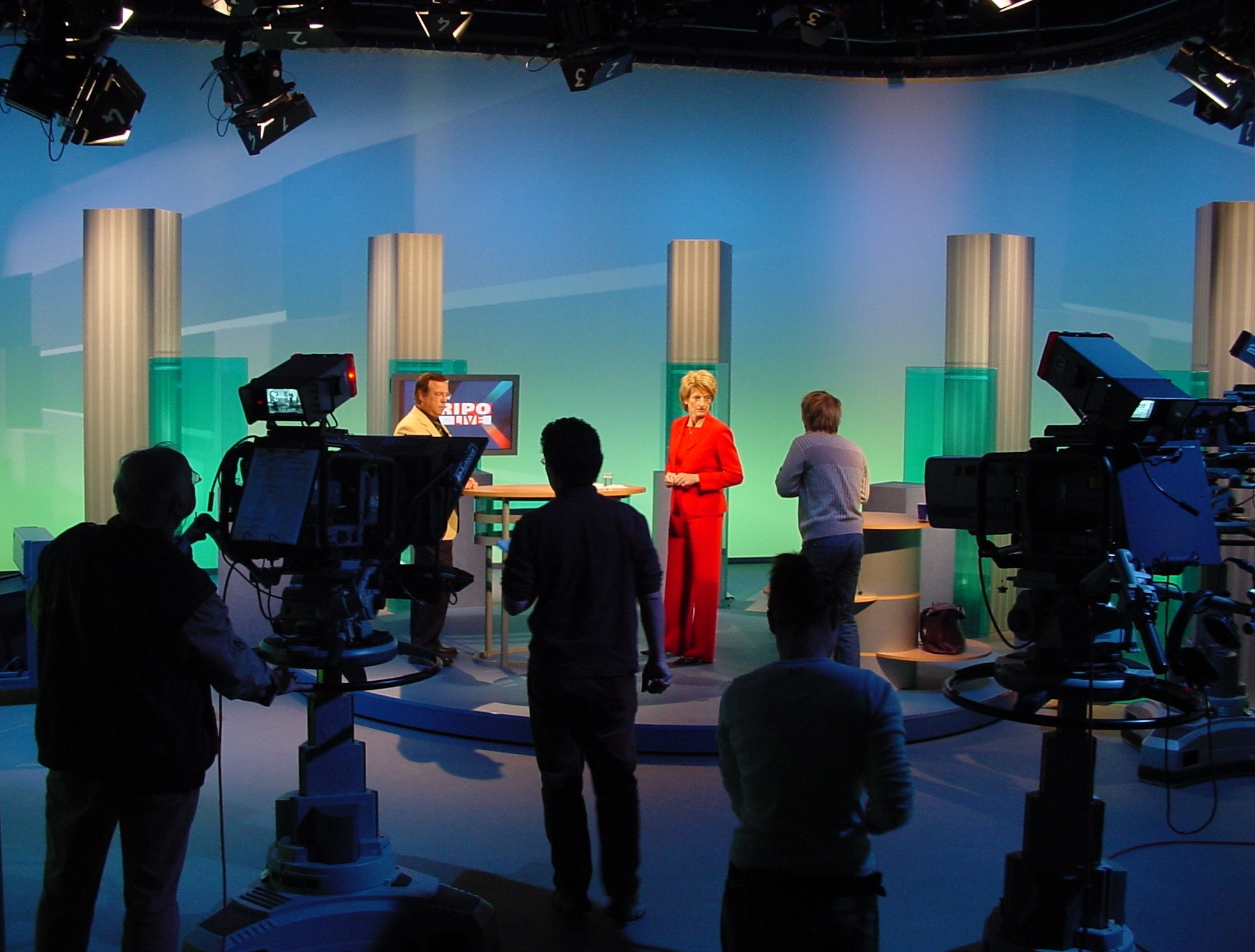
Set di un programma televisivo in diretta e telecamere

Un programma televisivo (o trasmissione televisiva, o anche semplicemente programma o trasmissione quando è chiaro il contesto televisivo) è una produzione audiovisiva che può essere trasmessa tramite televisione o Internet con finalità di informazione o intrattenimento. L'insieme dei programmi televisivi di un'emittente televisiva è chiamato palinsesto.

## Macrogeneri
I programmi televisivi possono essere suddivisi in due macrogeneri: la fiction televisiva e la non fiction televisiva.
- La fiction televisiva indica le opere televisive di immaginazione e fantasia, come i film per la TV, i telefilm, le miniserie, i cartoni animati e i serial (soap opera, telenovela)[2].
- La non fiction televisiva indica invece tutti quei programmi che trattano temi reali, come il telegiornale, il meteo (informazione), i talk show, gli approfondimenti (attualità), i programmi di divulgazione scientifica e culturale (divulgazione), i contenitori, i telequiz, i reality show, i varietà (intrattenimento), la pubblicità e le televendite (commercio). Sono inoltre frequenti i programmi che seguono eventi sportivi, teatrali e musicali[3][4].

## Sottogeneri
- Serie d'azione: il protagonista è coinvolto in una serie di eventi che tipicamente coinvolgono violenza e prodezze fisiche.
- Contenuto per adulti: in senso erotico o pornografico.
- La televisione diurna (daytime TV): un blocco di programmazione televisiva che si svolge durante la tarda mattinata e il pomeriggio nei giorni feriali e che generalmente non comprende contenuti solo per adulti[5].
- Serie di avventura: includono spavalderia e situazioni di sopravvivenza.
- Serie animate: uno spettacolo televisivo che è tradizionalmente stop-motion o animazione al computer 2D o 3D.
- Serie antologica: abbraccia diversi generi e presenta una storia diversa e un diverso insieme di personaggi in ogni episodio, stagione o cortometraggio.
- Artistico[6]: condivide alcuni tratti dei film d'autore. Programmi televisivi come la serie Twin Peaks di David Lynch e The Singing Detective della BBC hanno anche "... un allentamento della causalità, una maggiore enfasi sul realismo psicologico o aneddotico, violazioni della chiarezza classica dello spazio e del tempo, commenti autoriali espliciti, e ambiguità.[7]"
- Serie per bambini: uno spettacolo televisivo rivolto a bambini e/o famiglie.
- Cooking show: un tipo di programma televisivo che presenta la preparazione del cibo in un set da cucina. In genere l'ospite dello spettacolo, che è spesso uno chef famoso, prepara uno o più piatti nel corso di un episodio. Lo chef accompagna il pubblico attraverso l'ispirazione, la preparazione e le fasi della cottura del cibo.
- Programmazione drammatica: un elemento primario in un dramma è il verificarsi del conflitto (emotivo, sociale o altro) e la sua risoluzione nel corso della trama.
  - Documentario: un lungometraggio che descrive un evento o una persona del mondo reale, raccontato in uno stile giornalistico (se raccontato in uno stile narrativo letterario, il risultato è spesso un docu-drama).
  - Docu-drama: un programma che descrive una sorta di evento di cronaca storico o attuale, con modifiche o invenzioni specifiche per motivi legali, di continuità o di intrattenimento. Il termine nasce dalla contrazione di documentary drama (in italiano "documentario drammatico"), è un documentario basato su ricostruzioni interpretate da attori.
  - Reality show: un genere televisivo basato sulla rappresentazione della "realtà", ovvero situazioni di vita reale, non sceneggiate. Si differenzia dai classici documentari poiché mira a trasformare la realtà, o presunta tale, in una forma di intrattenimento leggero, senza uno scopo prettamente educativo, incentrandosi spesso in storie di vita privata, vicende drammatiche e conflitti personali[8].
  - Dramedy[9][10]: un genere di opere drammatiche che combina elementi di commedia e dramma.
  - Dramma legale: un genere che generalmente si concentra su narrazioni riguardanti la pratica legale e il sistema giudiziario. L'American Film Institute (AFI) definisce il "Courtroom drama" come un genere in cui un sistema di giustizia gioca un ruolo fondamentale nella narrativa[11].
  - Dramma medico[12]: si basa su un team di medici che aiutano i pazienti che sono stati coinvolti in incidenti gravi o meno. Più comunemente, si verifica un incidente che porta i medici a essere chiamati ad aiutare i feriti. La maggior parte di solito si basa su un ambiente ospedaliero o un'équipe medica mobile. Esempi di questo genere sono Casualty, Holby City e E.R.
  - Mockumentary: (una miscela di finto e documentario, ossia "mock" e "documentary") è un tipo di film o programma televisivo che descrive eventi di fantasia ma presentato come un documentario[13].
  - Pseudo-documentario o un falso documentario: una produzione cinematografica o video che assume la forma o lo stile di un documentario ma non ritrae eventi reali. Gli elementi sceneggiati e di fantasia vengono utilizzati per raccontare la storia. Lo pseudo-documentario, a differenza del relativo mockumentary, non è sempre inteso come satira o umorismo. Può utilizzare tecniche di ripresa documentaristica ma con set, attori o situazioni fittizie e può utilizzare effetti digitali per alterare la scena filmata o persino creare una scena completamente artificiale[14][15][16].
- Educativo o didattico: un tipo di programma che aiuta i bambini a imparare le basi per andare a scuola. Ci sono anche programmi di educazione degli adulti per un pubblico più anziano; molti di questi sono servizi televisivi didattici o "telecorsi" che possono essere presi per crediti universitari, come i programmi della Open University sulla BBC nel Regno Unito.
- Factual: un genere di programmazione televisiva che documenta gli eventi e le persone reali. Questa tipologia di programmi televisivi sono descritti anche come documentari osservazionali, docu-drama e televisione di realtà[17].
- Fantasy: un genere di programmazione televisiva che presenta elementi del fantastico, spesso inclusi magia, forze soprannaturali o mondi fantastici esotici. I programmi televisivi fantasy sono spesso basati su racconti della mitologia e del folklore o sono adattati da storie fantasy in altri media.
- Game Show: uno spettacolo televisivo che presenta una vera competizione, tipicamente una gara a quiz o una sfida fisica, con ricompense in premi o denaro. In alcuni casi, come i giocatori possono includere celebrità e VIP.
- Televisione musicale: un programma in cui le persone possono ascoltare la musica sulla propria TV, proprio come una stazione radio[18][19].
- Telegiornale o TG o notiziario: un programma televisivo di informazione giornalistica durante il quale sono presentate le notizie del giorno. Le notizie possono essere lette in diretta da un giornalista con l'arricchimento di filmati ed immagini oppure sotto forma di brevi servizi televisivi giunti dagli inviati sul posto. 
  - Attualità: giornalismo televisivo in cui l'enfasi è sull'analisi dettagliata e sulla discussione di una notizia.
  - Televisione scandalistica: nota anche come teletabloid, è una forma di giornalismo scandalistico. Le trasmissioni di solito incorporano grafica appariscente e storie sensazionalistiche. Spesso c'è una forte enfasi sulle notizie di criminalità e celebrità[20][21].
- Police procedural: dall'inglese procedura di polizia viene indicato un particolare filone del poliziesco, nato in letteratura attorno agli anni quaranta del Novecento e ben presto sviluppatosi al cinema e in seguito in televisione, grazie a note serie televisive. Il crimine viene commesso, i testimoni vengono interrogati, avviene un arresto e poi in genere si scopre e si arresta il colpevole[22].
  - Poliziesco: viene indicato in lingua inglese con il termine detective fiction, per evidenziare la presenza nel racconto di uno o più investigatori (dilettanti o professionisti) che svolgono un'indagine su un crimine.
- Affari pubblici: si concentrano su questioni di politica e di ordine pubblico. Tra le emittenti commerciali, tali programmi spesso soddisfano solo le aspettative normative della Federal Communications Commission (FCC) e non sono programmati in prima serata[23].
- Religioso: un programma prodotto da organizzazioni religiose, di solito con un messaggio etico-morale. Può includere funzioni religiose, talk show/varietà e fiction drammatiche[24].
- Fantascienza: una narrazione basata su speculazioni e ipotesi di carattere più o meno plausibilmente tecnico-scientifiche (ivi incluse speculazioni relative sia alle scienze esatte sia alle scienze molli) e i loro impatti sulla società e sull'individuo. I personaggi, oltre che esseri umani, possono essere alieni, robot, cyborg, mostri o mutanti; la storia può essere ambientata nel passato, nel presente o, più frequentemente, nel futuro[25].
- Serial: uno spettacolo televisivo che è una storia continua. Ogni episodio riprende da dove si era interrotto l'ultimo. La storia potrebbe cambiare con una nuova stagione[26].
- Commedia: una categoria di trasmissioni che è stata presente sin dai primi giorni dei media di intrattenimento. Sebbene ci siano diversi generi di commedia, alcuni dei primi andati in onda erano spettacoli di varietà. Uno dei primi programmi televisivi degli Stati Uniti è stato lo spettacolo comico-varietà Texaco Star Theatre, che è stato più importante negli anni in cui ha caratterizzato Milton Berle dal 1948 al 1956[27].
  - Sitcom: abbreviazione di Situational Comedy, un genere generalmente spensierato che presenta personaggi che devono affrontare situazioni strane o incomprensioni di coppia e/o familiari.
  - Romcom: abbreviazione di commedia romantica. La trama di base coinvolge due persone, che si incontrano ma che credono di non piacersi, perché uno di loro ha già un partner, o per pressioni sociali.
  - Stand-up comedy: una forma di spettacolo in cui un comico si esibisce "in piedi" (in inglese stand-up) davanti a un pubblico, normalmente rivolgendosi direttamente a esso, senza la quarta parete. L'artista che si esibisce in questa forma di spettacolo prende il nome di stand-up comedian[28][29].
- Soap opera: uno spettacolo televisivo che è una storia continua. Di solito viene trasmesso tutti i giorni della settimana invece che una volta a settimana. Può andare avanti per oltre 20 anni.
- Sport: la trasmissione di eventi sportivi (nota anche come trasmissione sportiva) è la trasmissione in diretta di eventi sportivi[30][31]. Di solito coinvolge uno o più commentatori sportivi che descrivono gli eventi mentre accadono.
- Telenovela: un melodramma televisivo popolare in America Latina. Sono simili a una soap opera in formato miniserie.
- Infomercial: è una forma di spot televisivo che assomiglia alla normale programmazione televisiva ma ha lo scopo di promuovere o vendere un prodotto, un servizio o un'idea. In genere include un numero verde o un sito web[32][33].
- Varietà: uno spettacolo di arte varia costituito da una sequenza di numeri e attrazioni di generi diversi (recitazioni comiche, canzoni, danze, farse clownesche, acrobazie, illusionismo e altro), senza un filo conduttore che li unisca.
- Western: serie televisive che utilizzano il genere Western. Un esempio è Bonanza.
  - Space Western: un sottogenere della fantascienza che utilizza i temi dei western all'interno di storie di fantascienza. Influenze sottili possono includere l'esplorazione di nuove frontiere illegali, mentre influenze più evidenti possono caratterizzare cowboy letterali nello spazio esterno che usano pistole a raggi e cavalcano cavalli robotici. A volte può contenere elementi di Cyberpunk[34][35].

## Produzione
Un programma televisivo può essere una ripresa della realtà, una creazione artificiale (i cartoni animati), o anche una combinazione delle due. Può essere pre-prodotto oppure, in caso di ripresa della realtà, ripreso e contemporaneamente trasmesso agli utenti. In quest'ultimo caso si parla di "diretta" o, usando un termine inglese, di "live".
Un programma televisivo può essere prodotto dall'editore dell'emittente televisiva oppure da aziende esterne. In quest'ultimo caso l'editore può comprarne la proprietà oppure limitarsi all'acquisto dei diritti di diffusione.